# Sukorejo (Wedi)
Sukorejo is een bestuurslaag in het regentschap Klaten van de provincie Midden-Java, Indonesië. Sukorejo telt 3395 inwoners (volkstelling 2010).